# Kanaan-Hund
Der Kanaan-Hund (engl. Canaan Dog) ist eine von der FCI anerkannte Hunderasse aus Israel (FCI-Gruppe 5, Sektion 6, Standard Nr. 273).

## Geschichte der Rasse
Die Entwicklung der Rasse begann durch Rudolphina Menzel, die 1934 aus Österreich nach Palästina (in das spätere Israel) emigrierte. Sie sammelte dort freilebende Beduinenhunde und begann ein Zuchtprogramm. Sie benannte die Rasse nach dem biblischen Land Kanaan und erstellte einen Rassestandard, der vom Zuchtverband Israels genutzt wurde und auf dessen Basis die Rasse 1966 von der FCI endgültig anerkannt wurde. Einem Informationsmaterial der FCI über die Rasse ist zu entnehmen, dass Kanaan-Hunde bis in die 1930er Jahre ausschließlich als Pariahunde lebten, von denen bis in die 1980er Jahre auch häufig Hunde für die Zucht der Rasse eingesetzt wurden. Seitdem sei es schwierig, geeignete wild lebende Hunde zu finden. Die Züchter gehen davon aus, dass die heutige Rasse weitgehend dem entspricht, was seit Tausenden von Jahren an Hunden wild in dieser Gegend gelebt hat und an das Leben unter dortigen natürlichen Bedingungen angepasst ist.

## Beschreibung
Die Kanaan-Hunde erreichen eine Schulterhöhe (Widerristhöhe) von 50 bis 60 cm, Rüden können wesentlich größer sein als Hündinnen. Je nach Geschlecht und Größe erreichen die Hunde dieser Rasse ein Gewicht von 18 bis 25 kg.
Das Haarkleid ist dicht, stark und glatt, kurz bis mittellang und mit dichter und reichlicher Unterwolle. Die Fellfarbe der Rasse reicht von Sandfarben bis zu Rotbrauntönen, weiß, schwarz, oder gefleckt, mit oder ohne Maske. Bei Hunden mit Maske muss diese symmetrisch sein. Wüstensandfarben, Gold, Rot und Cremefarben sind typisch für die Rasse. Unerwünschte Farben laut Rassestandard sind Schwarz mit Braun (black and tan), Grau, gestromt und dreifarbig.
Der Körperbau ist quadratisch. Seine Rute trägt dieser Hund hoch angesetzt über den Rücken gerollt. Seine Nase ist schwarz. Die Augenfarbe ist Dunkelbraun. Die Augen sitzen leicht schräg und sind mandelförmig.

## Wesen
Im Rassestandard wird der Kanaan-Hund beschrieben als lebhaft, reaktionsschnell, misstrauisch gegenüber Fremden und voller Verteidigungsbereitschaft, aber nicht von Natur aus aggressiv. Der ideale Kanaan-Hund soll demnach wachsam nicht nur gegenüber Menschen, sondern auch gegenüber anderen Tieren sein. Außerdem bezeichnet der Standard die idealen Hunde der Rasse als ihrem Herrn außerordentlich ergeben und leicht auszubilden.